# Dub
La Dub è un genere musicale derivato dal Reggae. È sorto in Giamaica, attorno alla seconda metà degli anni ’60.

## Storia

### Origini e sviluppo
Il dub (letteralmente tradotto in "doppiare") deve il suo nome alla pratica del dubbing instrumental, ovvero la pubblicazione della versione ritmica sul Lato B dei singoli in formato 45 giri dei brani reggae; tale pratica portò presto allo sviluppo di un vero e proprio stile autonomo grazie soprattutto alle sperimentazioni degli ingegneri del suono con i loro mixer. Queste nuove versioni vennero chiamate "dub version" dei brani originali e gran parte dei singoli venduti in Giamaica includevano la versione originale sul lato A e la versione dub sul lato B.
Ancora prima che il reggae apparisse sulle scene, una delle cose che distingueva i DJ era la pratica e l'abilità del toasting, ma non potevano farlo nel modo migliore senza competere con i testi della musica. La pratica di ri-registrare dei brani reggae senza la voce risale al 1967, quando i dj trovarono le dance hall affollate e la gente alle feste molto divertita dal fatto di poter cantare loro stessi i testi dei brani. Attorno al 1969 qualche DJ iniziò a parlare sopra queste registrazioni senza la parte vocale, reinterpretando il testo in modi originali. Il più importante di questi primi DJ fu U Roy, che divenne celebre per la sua abilità nell'improvvisare dei dialoghi con i cantanti dei brani registrati, oltre che introdurre le version nello stesso sound system di King Tubby. U Roy venne riconosciuto come il maggior ispiratore del DJ style supportato dal proprio tecnico del suono, King Tubby (Osborne Ruddock) che con il loro sound system, mixava tutte le tracce strumentali con sopra la sua voce.
King Tubby approfondì le sue sperimentazioni con le version: i primi, rudimentali, prototipi di dub erano realizzati con un vecchio mixer a 4 canali nel suo studio casalingo, a Waterhouse, situato nei ghetti di Kingston. Il suo più grande rivale dell'epoca era Errol Thompson, del Randy's studio. Tubby ebbe il coraggio di remixare dei brani anche togliendo la parte vocale; modificò delle parti facendo del basso e della batteria gli elementi in risalto, spesso accompagnati anche dalla chitarra e dall'organo.

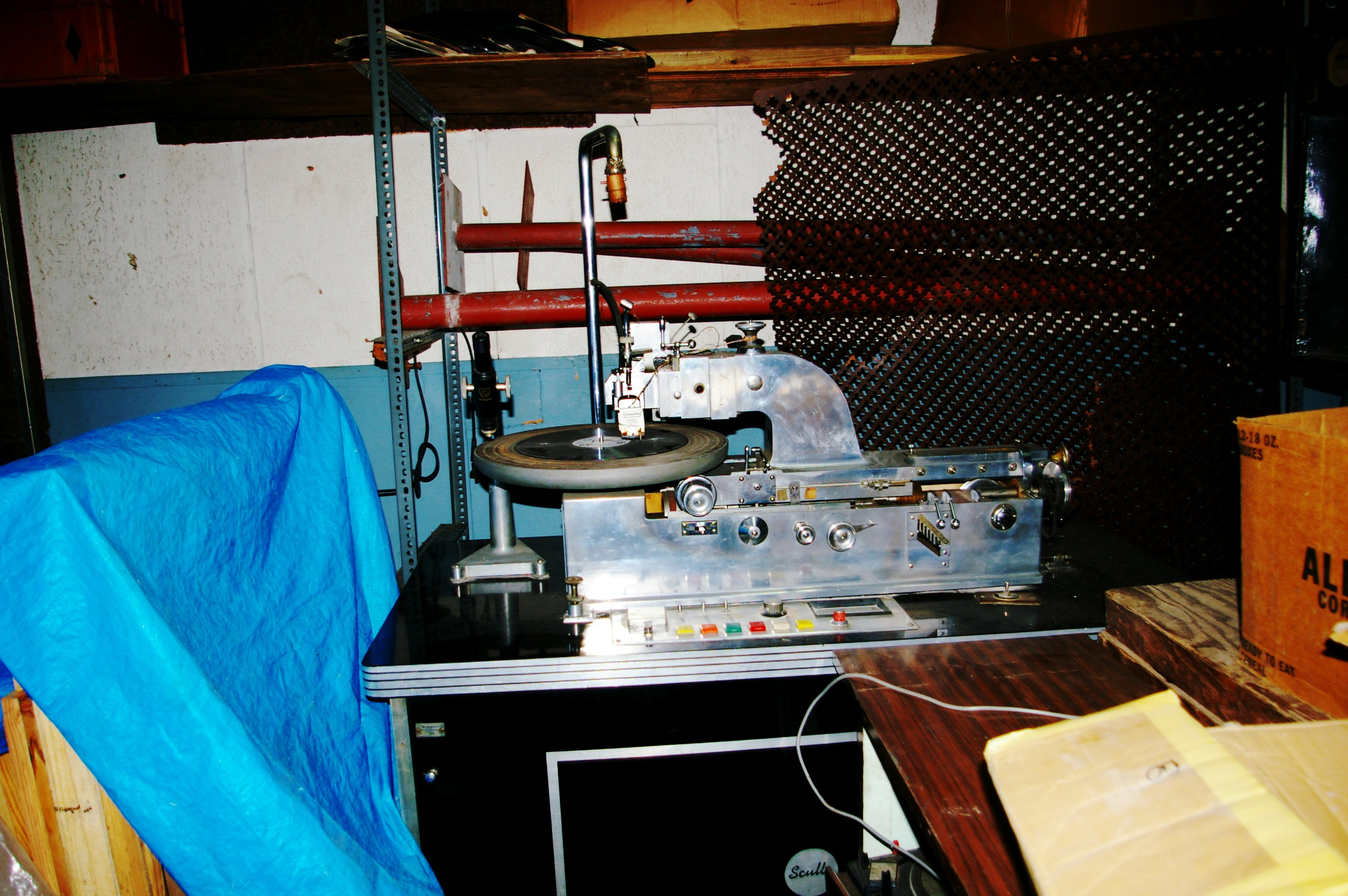
Macchinario per incidere vinili, nel retro del negozio originario della VP Records

Infine, King Tubby iniziò a sperimentare remixando le tracce strumentali, alzando il livello della parte ritmica, e abbassando o eliminando le parti vocali, aggiungendo nuovi effetti come il riverbero e l'eco. Il risultato fu interpretato da molti fan del reggae come uno "spogliare" la musica portandola alla sua essenza più pura. I singoli 45 giri con le versioni dub nel lato B divennero molto diffuse, e King Tubby divenne il padre di questa nuova tendenza che, grazie al suo successo, diede inizio ad una nuova corrente in Giamaica. Il dubbing, come venne chiamato inizialmente, diede a molti DJ la possibilità di costruirsi una reputazione nel panorama musicale giamaicano. Come il dubbing divenne popolare alle feste in strada, molti DJ come Big Youth e lo stesso U Roy iniziarono a registrare delle proprie versioni.
I primi album composti interamente da versioni dub iniziarono ad emergere nel 1973, quando apparirono sulle scene produttori che presero come riferimento King Tubby come Bunny "Striker" Lee e Augustus Pablo (quest'ultimo introdusse la melodica, che divenne uno dei simboli di questa nuova variante); altri produttori chiave erano Keith Hudson e Lee "Scratch" Perry (nel cui studio di registrazione, il Black Ark, furono registrati molti dei dischi reggae e dub più innovativi degli anni '70), Glen Brown, Prince Tony. Dal 1976, la popolarità del dub in Giamaica era seconda solo al roots reggae e conquistò forti consensi anche nel Regno Unito (grazie anche all'etichetta Island Records), dove artisti roots reggae come Burning Spear e Black Uhuru avevano solo provato a sperimentare timidamente queste nuove sonorità.

### Il dub nel Regno Unito
Nel Regno Unito, dalla metà degli anni settanta, cominciò a svilupparsi un forte revival di musica giamaicana; il reggae e lo ska iniziarono a riemergere proprio durante l'epoca punk. Gruppi come Aswad, Steel Pulse, Matumbi e UB40 proposero una versione "occidentalizzata" della musica giamaicana, che pur essendo molto semplice e banale, ebbe la fortuna di trovare terreno fertile all'interno della scena musicale del periodo grazie alle tematiche di protesta affini a quelle del punk politicizzato. Questo permise lo sviluppo di nuove varianti britanniche della musica giamaicana come il 2 tone ska, e lo stesso dub. In Inghilterra si era affermato il reggae britannico con un'identità propria, e con esso i suoi tecnici del suono più famosi tra cui Dennis "Blackbeard" Bovell, Mad Professor, Jah Shaka, Adrian Sherwood. Il dub britannico impiegò più tempo ad emergere rispetto ad altre forme di reggae, grazie alle produzioni di qualità di Adrian Sherwood (la mente dietro a gruppi come African Headcharge, Dub Syndicate e New Age Steppers), Jah Shaka e il nativo della Guyana Neil Fraser, meglio noto con lo pseudonimo di Mad Professor, che pubblicò Beyond the Realms Of Dub (1982), ma anche New Chapter of Dub degli Aswad (1982). Il picco artistico venne raggiunto da uno dei pionieri e sperimentatori del dub Keith Hudson, con Pick A Dub (1976), e da Dennis Bovell (ex membro dei Matumbi, ed ingegnere che coniò il termine Lovers rock), con Strictly Dubwise (1978), I Wah Dub (1980), probabilmente il suo disco più profondo, e Brain Damage (1981), un lavoro molto vario in cui vennero racchiusi diversi generi come il calypso, rock e funk. Linton Kwesi Johnson, poeta giamaicano trapiantato in Inghilterra, spostò le atmosfere reggae verso delle poesie su una base dub, arrangiate da Dennis Bovell, orientate sui problemi sociali e sul sottoproletariato. Questa nuova sottocorrente del dub prenderà in nome di dub poetry. Altro importante artista su questa scia fu Mutabaruka.

### Anni '80 e '90
A cavallo tra i fine anni '70 e primi ottanta le nuove generazioni di ingegneri del suono allargarono molto i confini creativi del genere. In Giamaica tra i musicisti più ricercati figuravano i Roots Radics, che posero le basi per le nuove sperimentazioni di artisti come Scientist, Prince Jammy, Barnabas, Soldjie, Silvan Morris, Mickey Dread. La grande diffusione del reggae significò anche un accrescimento dell'attività live; così molte band cominciarono a riprodurre dal vivo una musica nata in studio, gestendo abilmente entrate e uscite degli strumenti come avviene nel mixaggio; riverberi ed echi potevano essere adoperati sia sul palco dai musicisti, sia dal tecnico del suono live nel mixer.  Nonostante questa musica fosse registrata, non fu mai veramente venduta. Anzi, era molto suonata nei sound system nei balli di strada e nelle dance hall sparse per l'isola. Fu per questo che questa musica venne associata alle dance hall, e presto venne riconosciuta come musica dancehall. Contrariamente alla notevole abilità dei nuovi arrivati britannici come Scientist, Prince Jammy, e Mikey Dread, le preferenze dei giamaicani si spostarono infatti verso il "toasting" e all'improvvisazione dei testi, che provocheranno poi la nascita della dancehall e del raggamuffin. L'esplosione della musica dancehall portò via il pubblicò alla dub che subì un calo. A contribuire a ciò fu la tragica scomparsa di King Tubby, assassinato a Kingston nel 1987. Le atmosfere del downtempo e il basso e la ritmica del dub influenzarono anche musica esterna al reggae, iniziando dal disco Metal Box/Second Edition dei Public Image Ltd. del 1979; fu solo più tardi che anche il resto del mondo si disse pronto a seguire le tecniche di King Tubby e negli anni '80 cominciarono ad apparire nuovi stili da esso influenzati come la house, poi il trip hop, jungle e drum & bass. Durante gli anni novanta, il dub era frequentemente incluso in stili underground come l'avant-garde rock, così come le scene elettronica/drum'n'bass devono molto al dub.

### Filmografia
- Dub Echoes (2009, 71 min.), regia di Bruno Natal
- Dub stories (2006, 90 min), regia di Nathalie Valet